# Alaszka történelme
Alaszka történelme az Ázsiából a Bering-földhídon keresztül bevándorló kőkorszaki csoportokkal vette kezdetét, valószínűleg 10-12 ezer évvel ezelőtt, más elméletek szerint ennél jóval korábban.
Az első európaiak az orosz tengerészet megbízásából, Vitus Bering által vezetett expedíció tagjai voltak, 1741-ben. Hamarosan prémvadász- és kereskedő társaságok lepték el a területet, a jelentős tengeri vidra populáció miatt. A legnagyobb a félhivatalosan az orosz kormányt képviselő Orosz-Amerikai Társaság volt, amely a 19. század első felében Alaszka gyarmatosítását irányította. Ők alapították az első állandó európai települést (Kodiak-sziget, 1784). A gyarmat azonban sosem vált igazán nyereségessé, a társaság működtetésének költségeit az államkincstár nem tudta finanszírozni, így Oroszország 1867-ben 7,2 millió dollárért eladta Alaszkát az Amerikai Egyesült Államoknak.
1867-1884 között Alaszka a hadsereg, a pénzügyminisztérium, majd a tengerészet igazgatása alatt állt (Department of Alaska). 1884-ben a közigazgatásilag még szervezetlen terület civil vezetés alá került (District of Alaska). Az 1890-es évek aranylázai több tízezer telepest csábítottak Alaszkába és a szomszédos kanadai Yukon területre. 1912-ben Alaszka territórium státuszt kapott, vagyis korlátozott önkormányzattal rendelkezett, de nem volt alkotmánya, és az irányítása a Kongresszus hatáskörébe tartozott.
A második világháború alatt az Aleut-szigetek két tagját, Attut és Kiskát japán csapatok szállták meg. A mai napig az aleut-szigeteki csata volt az utolsó az Egyesült Államok területén szuverén nemzetek által vívott ütközet.
Alaszka 1959. január 3-án vált az USA teljes jogú tagállamává.

## Alaszka őstörténete
Alaszka őstörténetének kezdőpontja vitatott. Egyes feltételezések szerint Északnyugat-Amerika első lakói 50-70 ezer évvel időszámításunk előtt érkeztek meg a területre a Bering-földhídon keresztül. A vastag jégtakaró a Wisconsin jégkorszak egy ideiglenes enyhülési időszakában visszahúzódott, és folyosót nyitott Északnyugat-Kanadán keresztül, lehetővé téve a csoportok bejutását a kontinens többi részére. Egy másik elmélet az első betelepülők érkezését i.e. 10-16 ezer évre teszi.
Ma az őslakosokat több fő csoportra osztjuk: a délkeleti parti indiánok (tlingit, haida, cimsián), az atapaszkák, az aleutok, és az eszkimók (inupiat, yup'ik).

### Parti indiánok
Valószínűleg a ma parti indiánok összefoglaló névvel illetett népcsoportok voltak az elsők, akik a Bering-földhídon át érkezve megtelepedtek Nyugat-Alaszkában (majd sokan közülük tovább vándoroltak Kanada belsejébe). Legnépesebb csoportjuk a tlingiteké volt, akik az európai telepesek érkezése idején a délkeleti partvidéket lakták. A haidák a ma Brit Columbiához tartozó Queen Charlotte-szigeteken (Haida Gwaii, 'a haidák földje') és az alaszkai Prince of Wales-sziget déli részén éltek. A cimsiánok területei szintén főként Brit Columbiában találhatók, a ma Alaszkában lakók az 1880-as években menekültek ide a vallásos üldöztetés elől.
A parti indiánok úgy hitték, hogy az állatok önként adják magukat az emberek kezére, ezért igyekeztek meghálálni áldozatukat. A lazacok csontjait vissza kellett dobni a folyóba, hogy újra megtestesülhessenek – ha ezt nem tették meg, nem reinkarnálódtak megfelelően, és elkerülték a folyót, ahol korábban éltek.
A közösségi és a magántulajdont is ismerték: a háztartások tulajdonában voltak a szerszámok és más tárgyak, az általuk készített ételek, a klán pedig a nevek, a történetek, a föld, az épületek és minden más birtokosa volt.
A tlingitek és a haidák vezető rétege a leggazdagabbakból került ki. Magas társadalmi pozíciója megtartásához az illetőnek időről időre meg kellett tartania a potlach szertartást, melynek keretében elajándékozta vagy elpusztította az összes tulajdonát és élelmét. Ezzel fizette meg, hogy vendégei korábban támogatták ők. Akik kaptak valamit, később meghívták vendéglátójukat a saját szertartásukra. A potlach során előadták a család történetét, felajánlásokat tettek az ősöknek és szertartásos címeket és tárgyakat cseréltek.

### Atapaszkák
Az atapaszka indiánok Alaszka belső területein éltek, kis nomád csapatokban a folyók mentén vándorolva. Egyes csoportjaik állandó téli és nyári szálláshelyeket építettek. A nehéz körülmények között gyakran kellett elviselniük ínséges időszakokat. Fő zsákmányaik a lazac, a nyúl, a rénszarvas és a medve voltak; csapdát, husángot, dárdát és íjat használtak.
Társadalmuk egyszerűbb felépítésű volt, mint a part menti indiánoké, de a potlach szertartását szintén ismerték, és főként halálozások és egy fiatal első vadászata alkalmából rendezték meg.

### Aleutok
Az aleutok kb. 10 ezer éve telepedtek le a róluk elnevezett szigeteken, ahol kemény időjárással, földrengésekkel és vulkanikus tevékenységgel kellett dacolniuk. Főként halászattal foglalkoztak, amelyhez szigonyt, hálót, horgokat és mesterséges gátakat használtak, de vadásztak fókákra, tengeri vidrákra és bálnákra is.
Társadalmuk három csoportra oszlott: a nagy tiszteletben részesített öregek és bálnavadászok, közemberek és rabszolgák. Az elit tagjainak holttestét bebalzsamozták és gyakran rabszolgáikat is vele együtt temették el.
Kézművességük kiemelkedő darabjai a fűfélékből font vízhatlan kosarak, és a fókabélből készített vízhatlan ruházat. Egy- és kétszemélyes, hosszú utak megtételére is alkalmas kajakjaikat (orosz nevük bajdarka) bőrökből állították össze.

### Eszkimók
Az északi sarkkörön belül élnek, a házuk neve 'iglu' és jégkockák formázásával és egymásra helyezésével építik.

## Orosz-Amerika (1733-1867)

### Az első felfedezők
1648-ban Szemjon Ivanovics Gyezsnyov megkerülte Ázsia legkeletibb pontját, a később róla elnevezett fokot. Az orosz felfedező a Bering-szoros közepén fekvő Diomede-szigetekről is beszámol feljegyzéseiben, arra azonban nincs bizonyíték, hogy Alaszka partjait is elérte volna, jóllehet egyes források szerint az eltévedt expedíció az amerikai kontinensre sodródott, és ott egy ideiglenes településen vészelt át egy kis időt.[forrás?]
Gyezsnyov jelentése csak nyolcvanéves késéssel jutott el az orosz kormányhoz, így 1725-ben I. Péter cár újabb expedíciót küldött a területre.
Az 1733-43 közötti második kamcsatkai expedíció keretében 1741 júniusában két hajó, a Szt. Péter – kapitánya a dán Vitus Bering – és a Szt. Pál – kapitánya az orosz Alekszej Csirikov – indult el kelet felé a kamcsatkai Petropavlovszkból. A két hajó hamarosan eltávolodott egymástól, de folytatták útjukat. Július 15-én Csirikovék földet pillantottak meg, valószínűleg a délkelet-alaszkai Prince of Wales-sziget nyugati partját, ahol partra is szálltak (első európaiakként Észak-Amerika északnyugati partvidékén). A csapat októberben visszaindult Oroszországba.
Bering és legénysége Alaszka déli partjai mentén haladt. Július 16-a körül a Saint Elias-hegy csúcsa tűnt fel előttük. Nyugat felé fordultak, és a Kayak-szigeten (vagy annak közelében) kötöttek ki rövid időre. A visszaúton Bering az Aleut-szigetek mentén haladt, míg novemberben hajótörést szenvedett a Bering-szigeten. Bering megbetegedett, majd meghalt. Legénysége átvészelte a telet, majd a hajó maradványaiból csónakot eszkábálva 1742 augusztusában visszaindultak. Még abban az évben elérték Kamcsatka partjait.

### 1800-tól 1867-ig

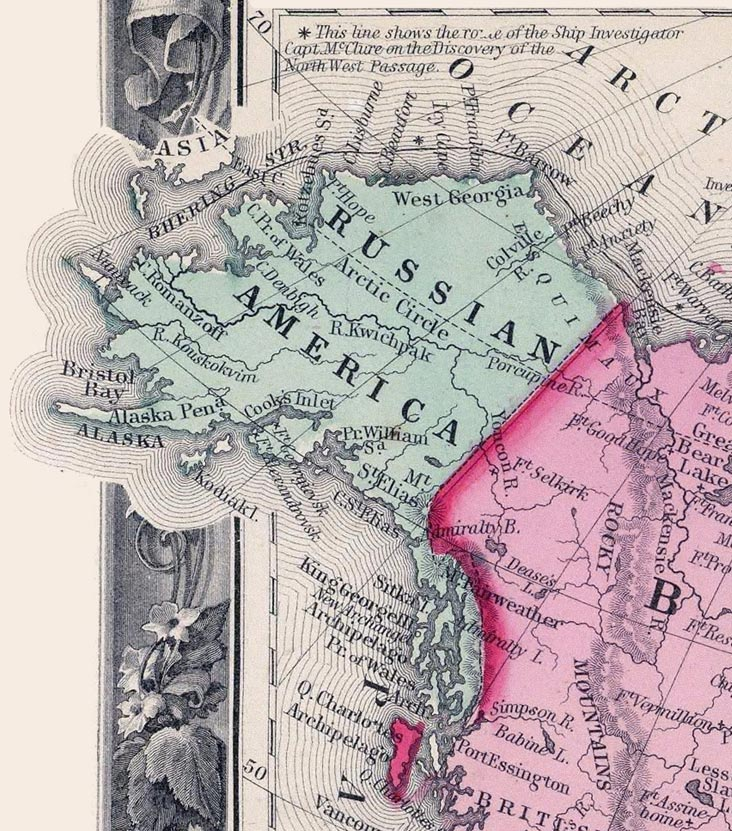
Orosz-Amerika 1860-ban

### Alaszka eladása
Az oroszok azért adták Alaszkát el, mert sosem vált igazán nyereségessé, a társaság működtetésének költségeit az államkincstár nem tudta finanszírozni, így Oroszország 1867-ben 7,2 millió dollárért eladta Alaszkát az Amerikai Egyesült Államoknak.

## Alaska Territory (1912-1959)
A második világháborúban született egy olyan elképzelés japán részről, hogy Alaszkát, Hawaii-t és Washington államot Japánhoz csatolnák.